# Kněžská
Kněžská je místní částí obce Šlapanov. Nachází se v okrese Havlíčkův Brod v Kraji Vysočina.

## Historie
První písemná zmínka o původně německé obci pochází z roku 1347 pod názvem Fhaffindorff, později pod dalšími názvy Fafndorf a Deutsch Pfaffendorff. Drželi ji různí majitelé, v 19. století patřila pod střítežské panství, od roku 1877 spadala pod okres Štoky. Německé obyvatelstvo bylo po roce 1945 na základě Benešových dekretů odsunuto.
V letech 1869-1950 nesla název Pfaffendorf. Od roku 1869 spadá pod Šlapanov.

## Obyvatelstvo
Podle sčítání 1921 zde žilo v 21 domech 130 obyvatel, z nichž bylo 65 žen. 19 obyvatel se hlásilo k československé národnosti, 109 k německé. Žilo zde 130 římských katolíků.
| Rok            | 1869 | 1880 | 1890 | 1900 | 1910 | 1921 | 1930 | 1950 | 1961 | 1970 | 1980 | 1991 | 2001 |
| -------------- | ---- | ---- | ---- | ---- | ---- | ---- | ---- | ---- | ---- | ---- | ---- | ---- | ---- |
| Počet obyvatel | 146  | 136  | 138  | 134  | 133  | 130  | 127  | 95   | 92   | 87   | 76   | 62   | 69   |

## Další fotografie

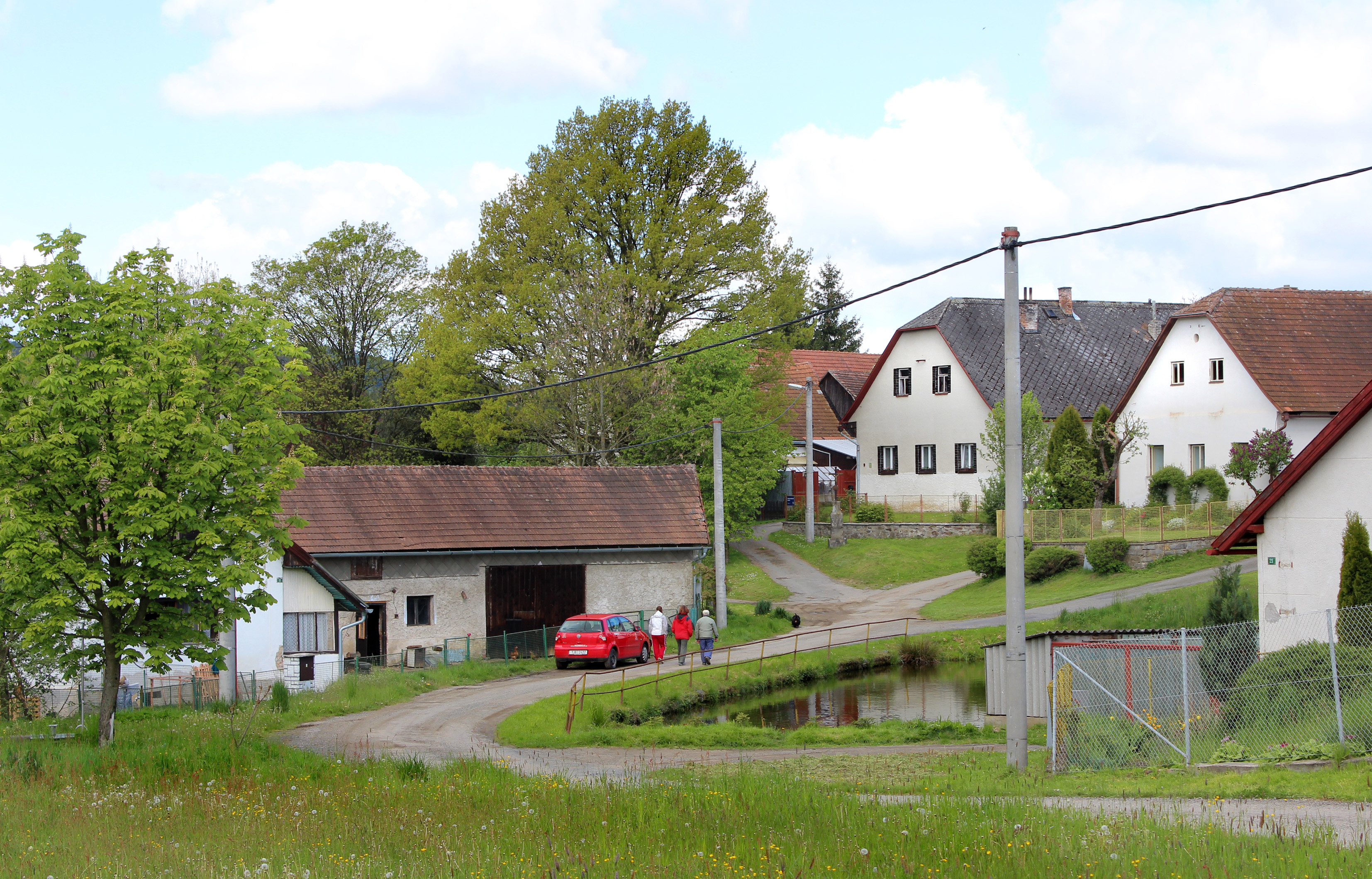
Náves
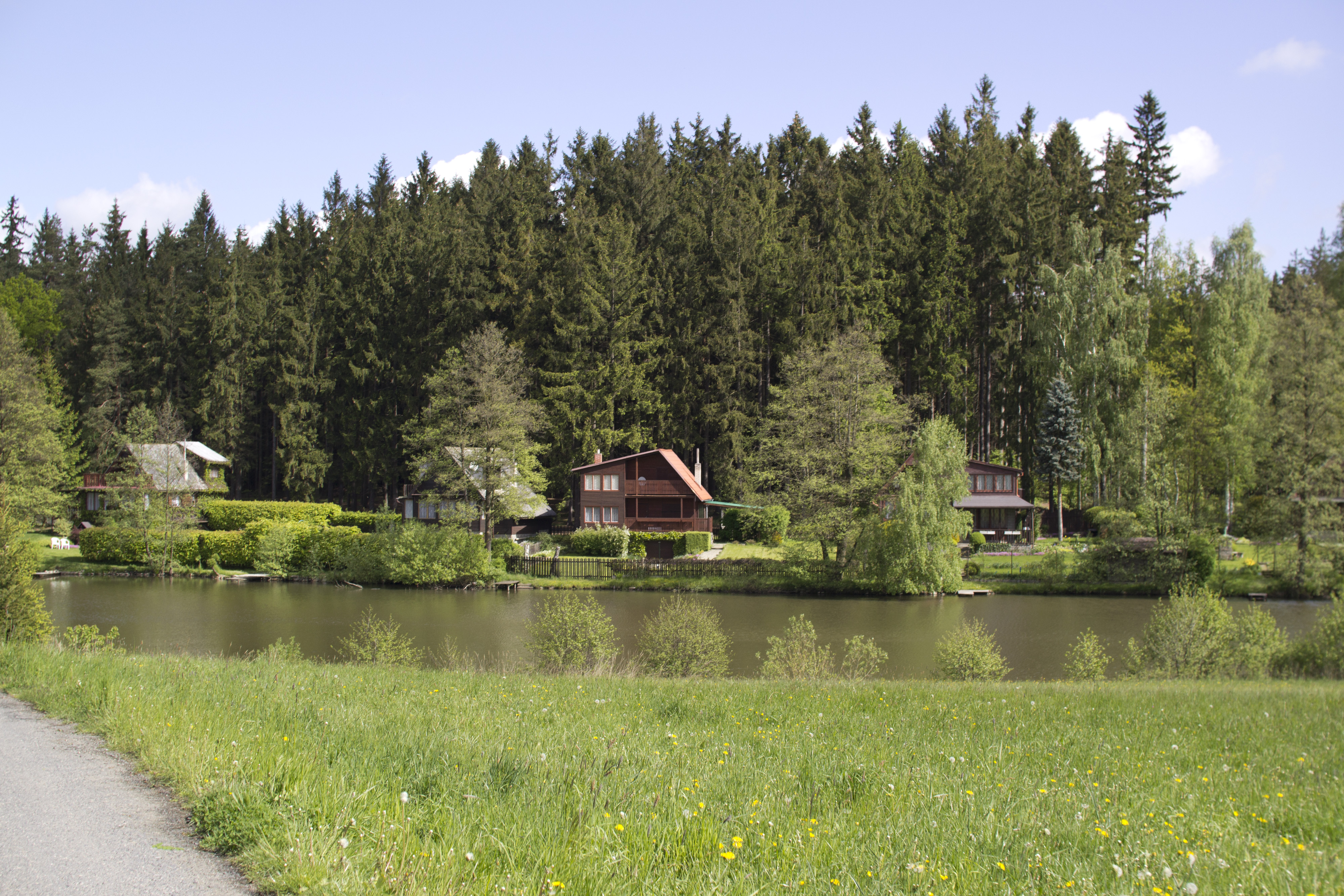
Jeklův rybník na východ od vsi
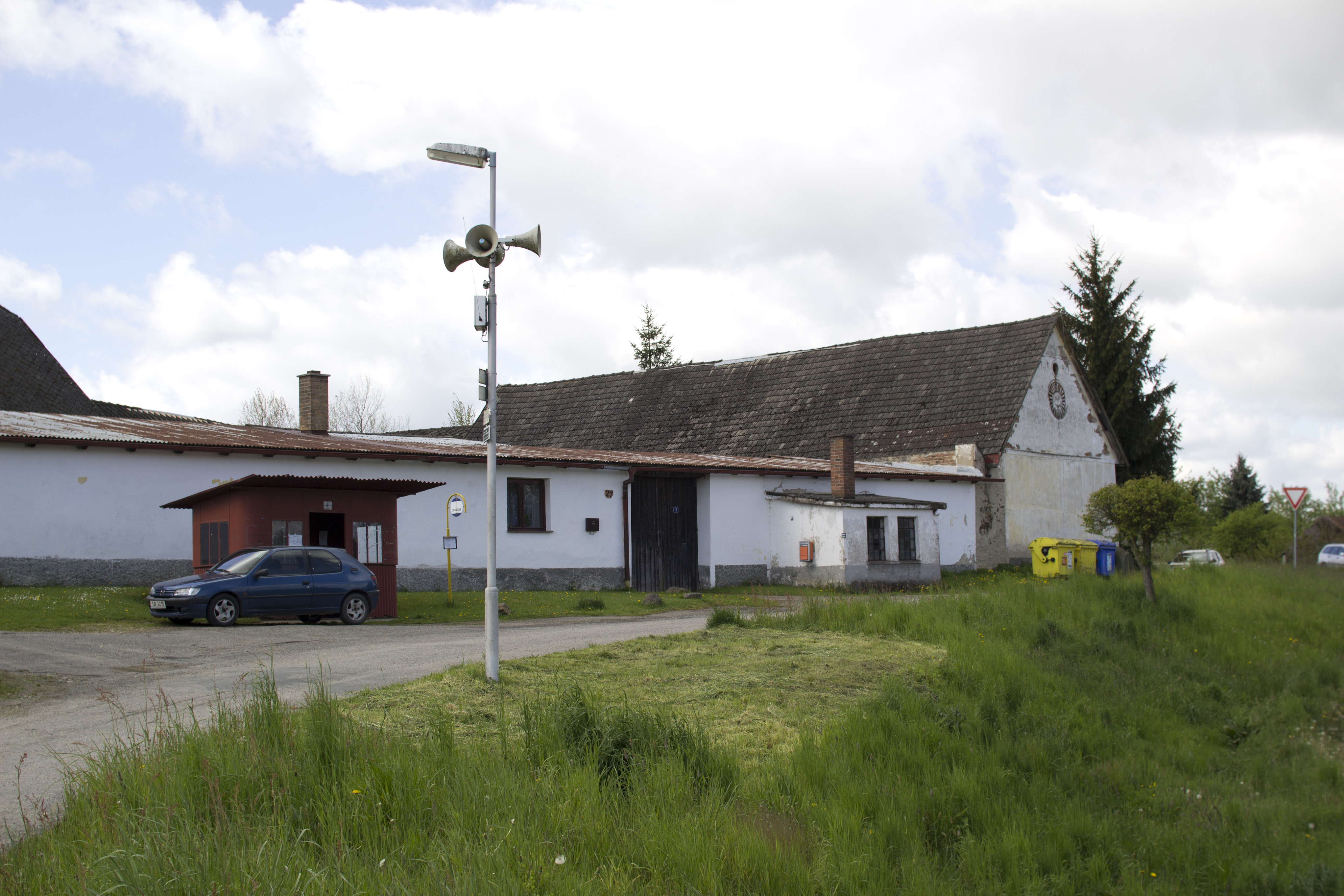
Statek a zastávka